# Cattedrale di Santa Maria (Palma di Maiorca)

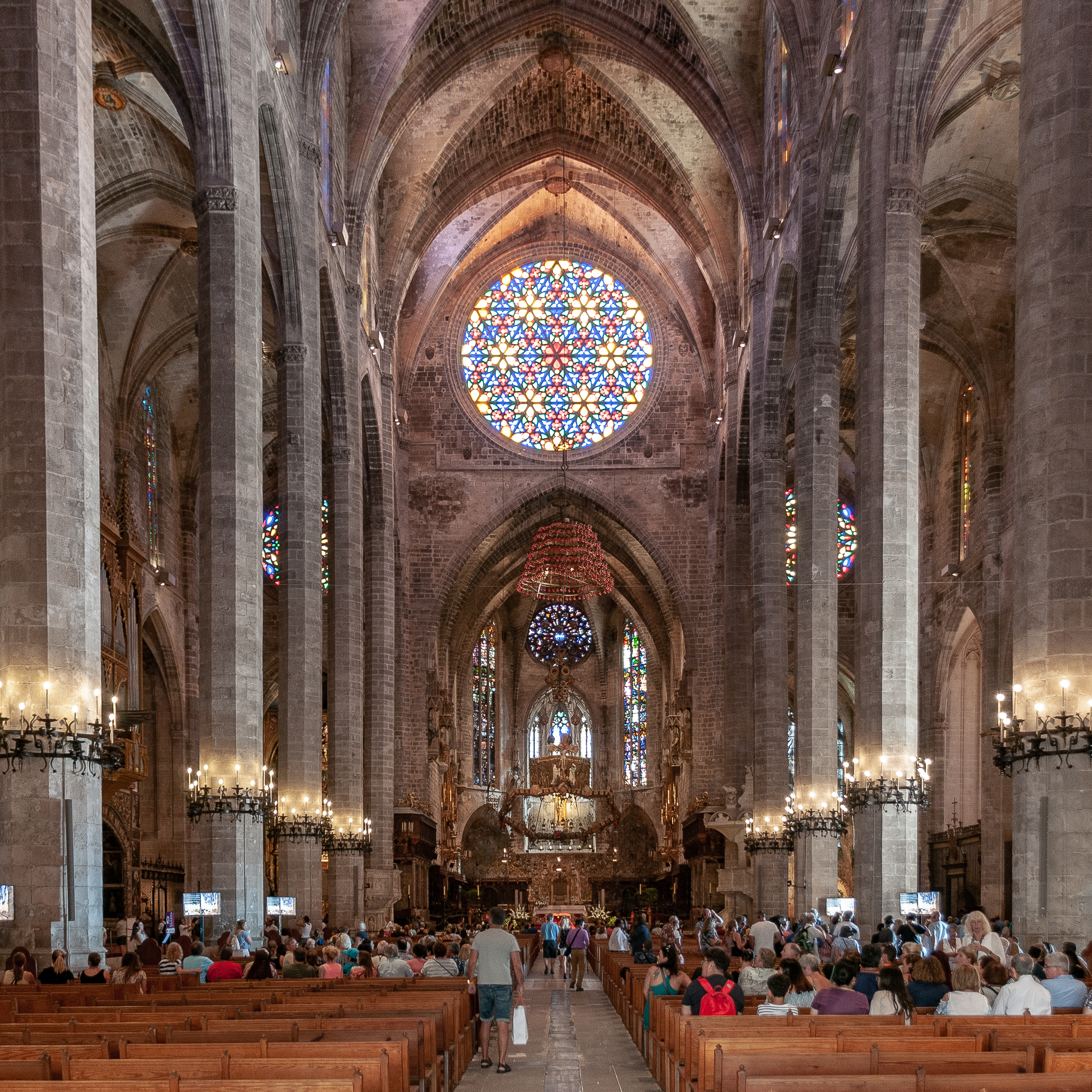
Interno

La basilica cattedrale di Santa Maria, in spagnolo Catedral Basílica de Santa María o in catalano Seu de Mallorca (comunemente detta "la Seu"), è il principale edificio religioso della città di Palma di Maiorca, sede episcopale (in catalano seu) della diocesi di Maiorca. Nel 1905 è stata insignita del titolo di basilica minore.
Sorge nell'acropoli della città romana di Palma, di fronte al mare e tra il palazzo dell'Almudaina e il palazzo episcopale di Maiorca.

## Storia e descrizione
Dopo la conquista delle Baleari nel 1229 da parte degli aragonesi, Giacomo I d'Aragona decise di demolire la grande moschea della medina per trasformarla in una cattedrale dedicata a Santa Maria. La costruzione iniziò già lo stesso anno in stile gotico maiorchino e venne consacrata nel 1346. Tuttavia i lavori proseguirono lungo i secoli a venire, fino ad essere completata solo nel 1601.
È famosa per il suo rosone e per la grandezza delle sue dimensioni. Misura all'incirca 120 metri di lunghezza, 70 di larghezza, con una superficie di 6.600 m². Le sue volte, alte ben 44 metri, sono fra le più alte al mondo. L'edificio è enorme e si misura tra le più grandi cattedrali europee, superato solo dalla cattedrale di Beauvais, la cattedrale gotica dalle volte più alte del mondo (48 m), e leggermente inferiore all'altezza del duomo di Milano (45 m); al contrario, batte la cattedrale di Colonia, le cui volte raggiungono i 43 metri.
Per la localizzazione, i contrafforti a parallelepipedo, la proporzione tra le altezze delle navate assomiglia molto alla chiesa di Barcellona di Santa María del Mar e alla Seu de Manresa, tutte progettate dall'architetto Berenguer de Montagut, in linea con la riforma attuata dopo il ritorno dell'isola nel Regno di Aragona.